# スピアヘッド級遠征高速輸送艦
スピアヘッド級遠征高速輸送艦（英語: Spearhead-class expeditionary fast transport）は、アメリカ海軍の遠征高速輸送艦の艦級。同型艦は自律能力を持ったEPF13を含めた13隻が就役中で、主に医療能力が強化されたフライトⅡが1隻進水し、2隻が建造中。

## 概要
スピアヘッド級遠征高速輸送艦は2012年から米海軍で運用されている中型の高速輸送船。16隻が建造予定でEPF 13を含め、これまで13隻が就役している。荷物の高速輸送を目的に開発されており、吃水3.83mと浅く、海上を35～45ノット （65～83km/h）で航行する。搭載能力は544tと、米陸軍と米海兵隊の中隊サイズ規模の兵員（200~300人）、ACV水陸両用装甲車であれば20～30両を輸送可能。後部デッキにはヘリコプター甲板があり、CH-53Kキングスタリオンといった大型ヘリの発着艦も可能。EPF 13では更にV-22オスプレイの発着艦が可能になり、飛行運用をサポートする機能が拡張。11mの複合艇RHIBを発進および回収する機能も強化されている。

## 同型艦
全艦、オースタル USAで建造予定。
| フライト | 艦番号   | 艦名                                           | 起工           | 進水            | 就役            |
| -------- | -------- | ---------------------------------------------- | -------------- | --------------- | --------------- |
| I        | T-EPF-1  | スピアヘッド USNS Spearhead                    | 2010年 7月22日 | 2011年 9月12日  | 2012年 12月5日  |
| I        | T-EPF-2  | チョクトー・カウンティ USNS Choctaw County     | 2011年 11月8日 | 2012年 10月1日  | 2013年 6月6日   |
| I        | T-EPF-3  | ミリノケット USNS Millinocket                  | 2012年 5月3日  | 2013年 6月5日   | 2014年 3月21日  |
| I        | T-EPF-4  | フォールリバー USNS Fall River                 | 2013年 5月20日 | 2014年 1月16日  | 2014年 9月15日  |
| I        | T-EPF-5  | トレントン USNS Trenton                        | 2014年 3月10日 | 2014年 9月30日  | 2015年 4月13日  |
| I        | T-EPF-6  | ブランズウィック USNS Brunswick                | 2014年 12月2日 | 2015年 5月19日  | 2016年 1月14日  |
| I        | T-EPF-7  | カーソンシティ USNS Carson City                | 2015年 7月31日 | 2016年 1月20日  | 2016年 6月24日  |
| I        | T-EPF-8  | ユマ USNS Yuma                                 | 2016年 3月29日 | 2016年 9月17日  | 2017年 4月21日  |
| I        | T-EPF-9  | シティ・オブ・ビスマーク USNS City of Bismarck | 2017年 1月18日 | 2017年 6月7日   | 2017年 12月19日 |
| I        | T-EPF-10 | バーリントン USNS Burlington                   | 2017年 9月26日 | 2018年 3月1日   | 2018年 11月15日 |
| I        | T-EPF-11 | プエルト・リコ USNS Puerto Rico                | 2018年 8月9日  | 2018年 11月13日 | 2019年 12月10日 |
| I        | T-EPF-12 | ニューポート USNS Newport                      | 2019年 1月29日 | 2020年 2月20日  | 2020年 9月3日   |
| I        | T-EPF-13 | アパラチコラ USNS Apalachicola                 | 2021年 1月21日 | 2021年 11月7日  | 2023年 2月16日  |
| II       | T-EPF-14 | コーディ USNS Cody                             | 2022年 1月26日 | 2023年 3月20日  | 2024年 1月11日  |
| II       | T-EPF-15 | ポイント・ロマ USNS Point Loma                 | 2023年 6月27日 | 2024年 9月3日   |                 |
| II       | T-EPF-16 | ランシング USNS Lansing                        | 2024年 9月6日  |                 |                 |